# ラビリンス 抜け出せないふたり
『ラビリンス 抜け出せないふたり』（Some Velvet Morning）は、2013年のアメリカ合衆国のドラマ映画。ニール・ラビュート脚本・監督、スタンリー・トゥッチ、アリス・イヴ出演。
日本では劇場未公開でビデオスルーとなり、ソニー・ピクチャーズ エンタテインメントからDVDが発売された。

## 概要
物語はニューヨーク市ブルックリン区の連続住宅を舞台に登場人物は主演の2人のみでリアルタイムに進行し、中年の弁護士フレッドが4年前に付き合っていた美しく若い元愛人ベルベットの家に突然訪れ、長年連れ添った妻とついに離婚したことを伝えることから始まる。だが彼女はよりを戻そうとする彼の提案を拒絶し、彼のしつこさは強迫に発展する。緊張が高まるにつれ、元恋人たちの黒歴史に焦点が当てられる。

## あらすじ
赤いワンピースを着た女性が音楽を聴いていた。女性は過去にベルベットという名前を使って多くの男性と付き合っていた。そのとき家のドアチャイムが鳴らされベルベットが応対すると、訪ねてきたのは彼女が4年前まで付き合い、別れてからは会っていなかった弁護士のフレッドで、彼は大量の荷物を抱えて家の中に入れてもらおうとする。突然目の前に現れたフレッドをベルベットは仕方なく家に上がらせ、旅行でもするのかと尋ねる。すると彼は24年間連れ添った妻のミリアムと別れる決心をし、妻が買い物に行っている間に自分の物を持って家を出て来たことを告白する。これはベルベットを喜ばせて再び恋人関係になるためにフレッドが仕掛けたサプライズだったが、彼女は喜ぶどころか彼をあまり歓迎していない様子だった。そしてベルベットはフレッドの息子クリスにそのことを伝えるべきだと言うが、フレッドはその必要はないと話す。彼女はクリスとも付き合っていて、今も時々会っていることをフレッドに話す。彼女がクリスとはとっくに別れたと思っていたフレッドは、それを聞いてショックを受ける。
これから出かける約束があるというベルベットに対し、嫉妬からフレッドはこれからどこに行くのか、誰と会うのかなど質問攻めにする。よりを戻せないなら自分はどうすればいいと言う彼に、ベルベットはミリアムに電話することを提案するが、捨てておいて今更何を話せばいいのかわからないと話す。ベルベットはしつこく話し続けて出かけることを止めようとするフレッドと言い争いになりながら、出かける支度をする。客がいることを理由に約束を断るよう迫るフレッドに対し、彼女は出て行くよう言う。フレッドはそれを拒否し、どうやって自分を追い出すかを聞く。最初は控えめな言葉で答えていたベルベットだが、何を言っても出て行かないフレッドに激昂し罵り合う。冷静さを取り戻したベルベットはフレッドと別れてから4年も経っているため恋人として見ることはできないと伝えるが、妻を捨ててよりを戻しに来たフレッドは諦めきれず、彼女を引き止めるように話しかけ続け、再び2人は興奮状態になっていく。

## キャスト
- フレッド - スタンリー・トゥッチ（日本語吹替：江原正士）
- ベルベット - アリス・イヴ（日本語吹替：宮島依里）

## スタッフ
- 監督・脚本：ニール・ラビュート
- 撮影監督：ロジェ・ストファーズ,ASC,N.S.C.
- プロダクションデザイナー：ニール・パテル
- 編集：ジョエル・プロッチ
- 衣裳デザイン：キャサリン・ロス

日本語版スタッフ
- 日本語字幕：チオキ真理
- 吹替翻訳：風間綾平

## 公開
アメリカ合衆国では2013年4月21日にトライベッカ映画祭で公開されたあと、同年12月10日にビデオ・オン・デマンド配信、12月13日に限定公開された。

### 批評家の反応
本作の批評家による評価は賛否が分かれた。ABCオーストラリアのジェイソン・ディ・ロッソは、「（鑑賞者が）監督とスタッフによって徹底的に馬鹿にされる」と述べた。Slant Magazineのチャック・ボーウェンは「なぜラビュートが劇作家として性の間の隔たりという題材の映画を真面目に撮り続けているのか」と疑問を持ち、本作を「性の行き詰まりによる長い怒りの運動」と呼んだ上で5つの内1つにも満たない半分の星をつけた。
現在Rotten Tomatoesでは34件の批評家レビューで支持率は50%となっており、上位の批評家による15件のレビューに絞ると60%の肯定的な評価を受けている。ロジャー・イーバートウェブサイトの批評家クリスティ・ルミールは、「ニール・ラビュートを作家、映画製作者として有名にした作風への回帰」のように見受けられると書き、4つの内3つの星をつけた。